# Filialkirche Unsere Liebe Frau vor Spittal

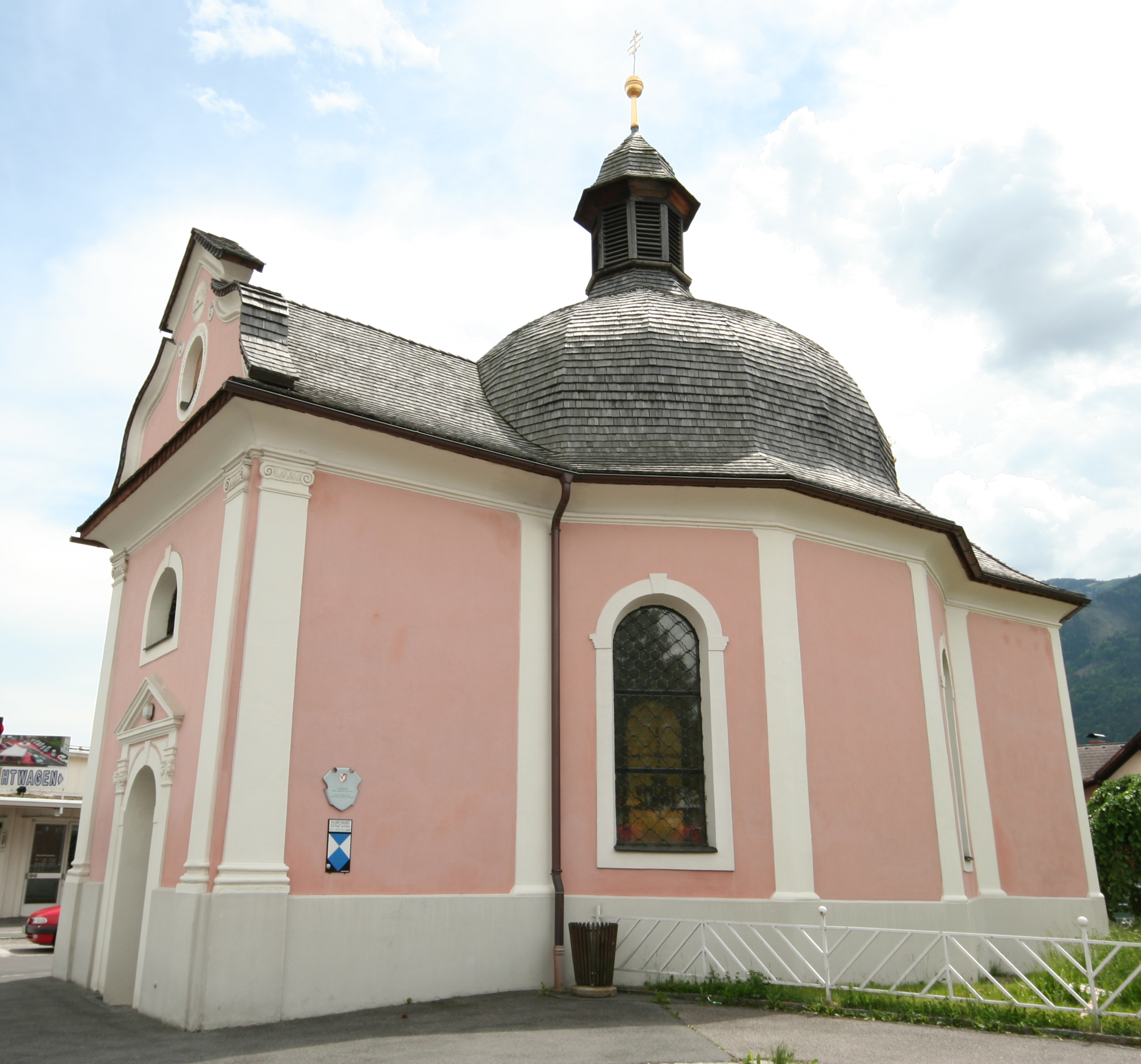
Filialkirche Unsere Liebe Frau vor Spittal

Die Kirche Unsere Liebe Frau vor Spittal in Spittal an der Drau ist eine Filialkirche der röm. kath. Stadtpfarrkirche Mariä Verkündigung und wird für slowenische Gottesdienste genutzt.
Der spätbarocke/frühklassizistische Bau wurde um 1800 errichtet. Das Gitter über dem Portal ist mit 1807 bezeichnet. Die Kirche besteht aus einem ausschwingenden überkuppelten Zentralbau mit einer quadratischen Eingangshalle an der Nordseite und einem polygonalen Chor an der Südseite. In der Rundnische am Wellgiebel über dem Eingang ist die Verkündigung an Maria dargestellt. Die Kirche wird durch Pilaster mit ionisierenden Phantasiekapitellen auf hohem Sockel gegliedert. Das Dach ist mit Holzschindeln gedeckt.
Im Inneren streckt sich ein flaches Gewölbe zwischen Gurtbögen. Die Deckenmalereien mit Szenen aus dem Marienleben mit floralem und ornamentalem Beiwerk sowie einem illusionistisch gemalten Säulentempietto wurden 1807 von Christoph Brandstätter geschaffen.
Aus diesem Jahr stammt auch der Baldachinaltar mit Opfergang. An der Orgelbrüstung ist ein geschnitztes Wappen mit Kardinalshut, das wahrscheinlich an Kardinal Salm erinnert, angebracht.